# جمعية كشافة الإمارات
جمعية كشافة الإمارات هي منظمة كشفية وطنية لدولة الإمارات العربية المتحدة. تأسست الحركة الكشفية في دولة الإمارات العربية المتحدة في عام 1972 وأصبحت عضوا في المنظمة العالمية للحركة الكشفية في عام 1977. ولديها 5522 عضوا (اعتبارا من 2011).
تأسست الحركة الكشفية سابقا في العديد من إمارة على حدة قبل الوحدة. وكانت الكشافة موجودة في الشارقة التي كتبها عام 1957، وفي أم القيوين قبل عام 1971.
يقع معسكر الكشافة الوطني في الشارقة. يشارك الكشافة في الأنشطة الكشفية الإقليمية والعالمية، وينشطون مع دول الخليج العربي الأخرى في التدريب على شارة الخشب.
شعار الكشافة هو كن مستعداً.